# Alessandro Rossi (Bildhauer)
Alessandro Rossi (* 1820 in Lugano; † 15. Januar 1891 in Mailand) war ein Schweizer Bildhauer und Dozent.

## Leben
Alessandro Rossi wurde als Sohn des Grundbesitzers Pietro Rossi von Sessa und der Rosa Trevioli geboren. Nach dem Besuch der Accademia di Belle Arti di Brera in Mailand 1836–1845 war er als Zeichenlehrer an diversen Mailänder Schulen tätig, besonders an der von ihm gegründete Scuola professionale operaia. Ferner arbeitete er als Bildhauer in der lombardischen Hauptstadt. Nachher kehrte er nach Lugano zurück und war Inspektor der kantonalen Zeichenschulen. Im Kanton Tessin war er auch Leiter eines elementaren Ornamentkurses für Fachschulen. 
Er fertigte vor allem allegorische Skulpturen (La vendemmia, 1881) und Gedenkstätten und Grabdenkmäler, darunter die, die 1856 von der Gemeinde Locarno zu Ehren von Giovanni Antonio Marcacci (Friedhof und Piazza Sant’Antonio) in Auftrag gegeben wurden, sowie Friedhofsarbeiten für mehrere Familien von Lugano und Gentilino.